# Iraq persiano
L'Iraq persiano, talvolta trascritto anche come Irak persiano (in persiano عراقِ عجم, trasl. Erāq-e Ajam o عراق عجمی, Erāq-e Ajami; in arabo عراق العجم‎?, ʿIrāq al-ʿAjam o العراق العجمي, al-ʿIrāq al-ʿAjamī, letteralmente l'"Iraq degli Ajam"), è una regione storica situata nella parte occidentale dell'Iran.
In epoca pre-islamica, la regione era conosciuta come Media, mentre nei primi secoli dell'Islam i geografi la chiamarono Jibal ("montagna, collina") a causa della sua conformazione orografica. Il toponimo fu progressivamente abbandonato durante l'epoca selgiuchide, tra l'XI e il XII secolo, quando cominciò a essere usata l'espressione ʿIrāq-i ʿAjam(ī) ("Iraq persiano") per distinguerlo dall'ʿIrāq-i ʿArab(ī) ("Iraq arabo"), collocato in Mesopotamia.
Secondo lo storico e geografo medievale Yāqūt al-Ḥamawī, tale mutamento cominciò quando i sultani selgiuchidi governarono sia l'Iraq vero e proprio sia il Jibal, venendo perciò definiti "sultani dell'Iraq". Con lo spostamento della capitale a Hamadan, situata nel Jibal, l'area iniziò a essere chiamata semplicemente "Iraq", con l’aggiunta dell’aggettivo ajami ("persiano"). Dopo l'invasione mongola della Corasmia nel XIII secolo, il termine Jibal cadde completamente in disuso; nel secolo successivo, il geografo Hamdallāh Mustawfī ignorava ormai tale nome, conoscendo la regione soltanto come ʿIrāq-i ʿAjami, da lui ritenuta un'area sardsīr ("zona fredda").
In seguito, e fino agli inizi del XX secolo, in Iran il termine Iraq indicò un'area assai più circoscritta, situata a sud di Saveh e a ovest di Qom, con centro a Solṭānābād, città che in seguito sarebbe stata ribattezzata Arak.